# Каранфил, Нинела Кирилловна
Нинела Кирилловна Каранфил (рум. Ninela Caranfil; род. 17 июня 1947, Сатул Ноу, Чимишлийский район) — молдавская советская актриса. Народная артистка Республики Молдова (2011).

## Биография
Родилась в 1947 году в селе Новый Сат Чимишлийского района Молдавской ССР в многодетной семье сельского фельдшера.
Планировала стать учительницей, но прочитала в газете о наборе молдавского курса в Институт театрального искусства в Москве, в 1964 году поступила, училась на курсе Ольге Пыжовой, в 1969 году окончила институт, специальность — «актёр театра и кино».
С 1969 года — актриса Национального молдавского театра им. М.Эминеску в Кишинёве, более четырех десятилетий на сцене, снималась в кино.
В 1999—2001 годах занимала должность заместителя министра культуры Молдавии.
В 1999 году награждена орденом «Трудовая слава», в 2011 году была удостоена почетного звания Народной артистки Молдавии, в 2018 году награждена румынским офицерским крестом ордена «За заслуги перед культурой» в категории D «Исполнительское искусство».

## Фильмография
- 1975 — Конь, ружьё и вольный ветер — крестьянка
- 1977 — Сказание о храбром витязе Фэт-Фрумосе — эпизод
- 1981 — Переходный возраст — эпизод
- 1982 — Всё могло быть иначе — Мария
- 1982 — Свадебное путешествие перед свадьбой — гостья на свадьбе
- 1984 — Как стать знаменитым — журналистка
- 1984 — Маленькое одолжение — Настя
- 1986 — Кто войдёт в последний вагон — Ираида